# Programa de verificación de tecnología ambiental
La Verificación de tecnología ambiental (ETV por sus siglas en inglés) consiste en la  validación de las  tecnologías ambientales. En otras palabras es  el establecimiento o la validación del rendimiento de la tecnología relacionada con el medio ambiente, por parte de terceros calificados, sobre la base de los datos de prueba. Estas datos son generados a través de pruebas, basadas en protocolos establecidos o requisitos específicos . 
Hay varios programas de ETV en ejecución alrededor de todo el mundo, organizados a través de iniciativas gubernamentales, con el programa pionero desarrollado en los Estados Unidos de América, seguido por el Programa ETV canadiense. Otros programas se han ejecutado o se están ejecutando en Corea del Sur, Japón, Bangladés, Dinamarca, Francia, Europa, Filipinas y China. 
Cada programa tiene su propia estructura, procedimientos y programas y no siempre son compatibles entre sí. En el 2007, un Grupo de Trabajo Internacional de ETV se formó para trabajar en la convergencia de los diferentes programas hacia un mutuo reconocimiento - con base en el  lema   verificado una vez en un lugar, significa ser verificado en todas partes . El trabajo de este grupo dio origen de la solicitud para la redacción de una norma ISO ETV. Esto concluyó en la creación de un grupo de trabajo de ISO bajo el Comité Técnico 207 (Gestión Ambiental), el Subcomité 4, Grupo de Trabajo 5 - Verificación de Tecnología Ambiental (ISO / TC 207 / SC 4 / WG 5). 
Cuando se concluya la norma ISO tendrá el nombre de ISO / NP 14.034.

## El programa ETV de Estados Unidos
La verificación (ETV) es parte del Programa de la Tecnología Ambiental de la Agencia de Protección Ambiental (EPA) de los Estados Unidos, el cual desarrolla protocolos de ensayo y verifica el rendimiento de las tecnologías ambientales innovadoras que pueden hacer frente a los problemas que pueden amenazar o el entorno natural o la salud humana. La ETV fue creada para acelerar la entrada de nuevas tecnologías ambientales en el mercado nacional e internacional, proporcionando información objetiva sobre las tecnologías listas y comerciales. La ETV es un programa voluntario. Los desarrolladores / proveedores de tecnologías ambientales no están obligados a participar en el programa, ni están obligados a buscar la verificación. La ETV no clasifica tecnologías. Todos los informes y declaraciones de verificación se ponen a disposición del público en el sitio web de la ETV sitio Web ETV.

### Centros
La ETV tiene cinco centros que se denominan organizaciones para la verificación. Estos centros de verificación se ejecutan a través de un acuerdo de cooperación.

#### Monitoreo avanzado centro de sistemas
El centro verifica el rendimiento de las tecnologías comerciales listas que monitorean los contaminantes y elementos naturales en el aire, el agua y el suelo. El centro pone a prueba los dos monitores de campo portátiles y estacionarios, así como las tecnologías innovadoras que se pueden utilizar para describir la condición del medio ambiente.

#### Centro de tecnologías para el control de la contaminación atmosférica
Este centro verifica las tecnologías comerciales listas que controlan las fuentes de contaminación del aire estacionarias y móviles, y mitigar los efectos de los contaminantes del aire.

#### Centro de los sistemas de agua potable
Este centro verifica el rendimiento de los sistemas de tratamiento de agua potable comerciales para su uso en pequeñas comunidades u hogares y en empresas individuales.

#### Centro de las tecnologías de gases de efecto invernadero
Este centro verifica el rendimiento de las tecnologías comerciales que producen, mitigan, controlan, o capturan las emisiones de gases de efecto invernadero.

#### Centro de protección de la calidad del agua
Este centro verifica el rendimiento de las tecnologías comerciales listos para proteger las aguas subterráneas y superficiales de la contaminación.

#### Verificaciones de tecnologías ambientales y sustentables (ESTE)
Un componente de la ETV se añadió en el 2005 debido a las categorías de prioridad establecidas de tecnología ambiental para verificar el cumplimiento de los estándares de la USEPA. Se da prioridad a las tecnologías que puedan enfrentar los problemas ambientales de alto riesgo.
Otros esfuerzos en el tema se enumeran a continuación.

### Impactas, logros y resultados de la ETV
La ETV ha verificado más de 400 tecnologías y desarrollado más de 90 protocolos. Una encuesta de vendedores realizada en 2001, mostró un apoyo abrumador para el programa de la ETV. Las respuestas indicaron que el 73 por ciento de los vendedores estaban utilizando información de la ETV en la comercialización de sus productos, y el 92 por ciento de los encuestados respondieron que recomendarían la ETV a otros proveedores.
En el 2006, la EPA publicó un conjunto de dos volúmenes de estudios de casos que documentan de manera realista y también a futuro los resultados de las verificaciones de las tecnologías en 15 categorías tecnológicas(ETV Program Case Studies Vol 1 EPA/600/R-06/001 y ETV Program Case Studies Vol II EPA/600/R-06/082).
Una encuesta de la Asociación de Administradores de Agua Potable (ASDWA), mostró que 34 estados reconocen y utilizan los informes de la ETV. La ASDWA y sus miembros dependen en gran medida de estas evaluaciones para implementar el uso de las nuevas tecnologías y productos en la industria del agua potable.
La designación de un producto o tecnología como "verificada" por la ETV no significa que una determinada tecnología reduce la La contaminación, no tiene inconvenientes, que o supera los estándares de la lista de "verificado".
La designación de un producto o la tecnología como "verificado" significa que una tecnología dada produce un resultado "X", cuando fue aprobada de acuerdo con un protocolo específico.

### Verificación de tecnologías de reducción de emisiones de diesel y sus resultados
- Biodiésel: reduce (debido al hollín) las emisiones de carbono, pero aumenta las emisiones de NOx(óxidos de nitrógeno) , y aumenta las emisiones de carbono orgánico (SOF / VOC).
- Filtro de partículas diesel (varios fabricantes): Reduce el TPM, no se ocupa NOx.
- Catalizador de oxidación diesel (varios fabricantes): Reduce el TPM, no se ocupa Nox.
- Catalizador soportado limpiador de diesel: las emisiones potenciales son de finos metales y esto origina potenciales efectos sobre la salud- tiene necesidad de filtro PM - reducción mínima de Nox.
- PuriNOx - emulsión de combustible de agua / diesel: las emisiones de PM / HC / CO pueden aumentar como resultado de los aspectos usados para compensar la disminución de mezcla poder- sólo en verano ha sido verificada.
- EnviroFuels- catalizador de diesel: el informe de verificación especifica un aumento de las partículas totales (TPM) en las emisiones del combustible tratado, en comparación con el combustible de referencia, a pesar de que las emisiones de gases y opacidad de los humos visibles disminuyeron significativamente.
- EnviroFuels catalizador diesel: mostró una reducción del consumo de combustible del 5%, pero el% de error fue de + / - 4%, y bajo la carga pesada, no hubo lectura dada para la reducción de consumo del combustible. El informe de verificación de EnviroFuels indica que TPM aumentó como mínimo un 40%, y hasta un 170%. El catalizador EnviroFuels Diesel, en realidad aumenta las emisiones de TPM, y mostró lo que equivale a un resultado concluyente para la reducción del uso de combustible.

### Composición del total de partículas diesel y su relación con la opacidad de los humos
La composición de TPM (Total de diesel) es la suma de las partículas "secas", y las partículas "húmedas".
Las emisiones de partículas "secas" también se conocen como el hollín inorgánico, el carbono negro, o carbono elemental.
Las partículas "húmedas" también se conocen como carbono orgánico, fracciones orgánicas solubles (SOF) y carbono orgánico volátil (COV).
La proporción exacta de las partículas "húmedas o secas"  de diesel varía según la carga del motor, el ciclo de trabajo, la composición del combustible y la especificación, y puesta a punto del motor.
Una lectura de opacidad es una medida del nivel de  carbono inorgánico "visible", también conocido como el hollín. Las mediciones de opacidad no pueden detectar las emisiones de carbono orgánico, las emisiones de COV / SOF, o las emisiones de NOx.
Se requiere la instrumentación especializada para determinar los niveles de carbono orgánico, y para detectar otras partículas invisibles. Cuando se utiliza junto con un medidor de opacidad, el técnico puede detectar (por ejemplo) un aumento en TPM, y detectar una disminución en el humo visible (opacidad) de emisiones.

### Función como centro de intercambio neutral
El programa de verificación ETV (y otras vías de verificación) publican los informes de verificación, opciones gráficas de tecnología, y los resúmenes técnicos, una vez que la prueba se ha completado.
La instalación de pruebas ETV emitirá comunicados de prensa en nombre del proveedor de tecnología, una vez finalizada la prueba.
El programa de verificación ETV informa de todos los resultados, y deja la decisión final en cuanto a la idoneidad y la aplicabilidad de una tecnología dada a la discreción del usuario final. La investigación adicional puede ser necesaria con el fin de abordar adecuadamente situaciones específicas.

### Aspecto legal
La leyenda "Por verificar " de la ETV quiere decir que es necesario establecer el rendimiento de una tecnología (es decir, confirmar, corroborar, justificar, validar). La verificación ETV no implica la aprobación, certificación o designación por la EPA, sino que ofrece una evaluación cuantitativa de los resultados de una tecnología específica bajo, criterios o protocolos y procedimientos adecuados de control de calidad de datos predeterminada ".
"El  Programa de Verificación (VDRP) evalúa las tecnologías para favorecer su uso en el mercado al tiempo que proporciona a los clientes la confianza de que verifican tecnologías que proporcionarán las reducciones de emisiones que se enumeran. Este proceso de verificación evalúa el desempeño de reducción de emisiones de las tecnologías de modernización, incluyendo su durabilidad, e identifica criterios y condiciones que deben existir para que estas tecnologías logren esas reducciones ".
"La mención de nombres de productos comerciales no implica aprobación o recomendación"

## La verificación ETV en Europa
La ETV se ha desarrollado en diferentes países de Europa, como parte de las iniciativas de los gobiernos y / o como parte de proyectos de investigación financiados. Algunos de los proyectos de investigación incluyen TESTNET, PROMOVER, AIRE ETV, TRITECH ETV y ADVANCE ETV.

### Programa piloto ETV de la Unión Europea
El ETV es una nueva herramienta para ayudar a las tecnologías medioambientales innovadoras a que lleguen al mercado. Las reclamaciones sobre el rendimiento de las tecnologías ambientales innovadoras pueden ser verificadas por terceros calificados llamados organismos de verificación. La declaración final de verificación entregado al final del proceso de la ETV puede ser utilizada como prueba de que las afirmaciones hechas sobre la innovación son tanto creíbles como con bases científicamente sólidas. Con la prueba de rendimiento se asegura que las innovaciones pueden esperar un más fácil acceso a los mercados y / o una mayor cuota en el mercado y el riesgo tecnológico se reduce para los compradores de tecnología.

### La ETV en el Reino Unido (UK)
En el marco del programa piloto de la Unión Europea UE-ETV, hay cuatro organismos de verificación:
- El Centro Europeo de Energía Marina: EMEC-ETV
- BRE Global
- Laboratorio Nacional de Física (NPL), y
- Centro de Investigación del Agua (WRC)